# Fetichismo por gordura

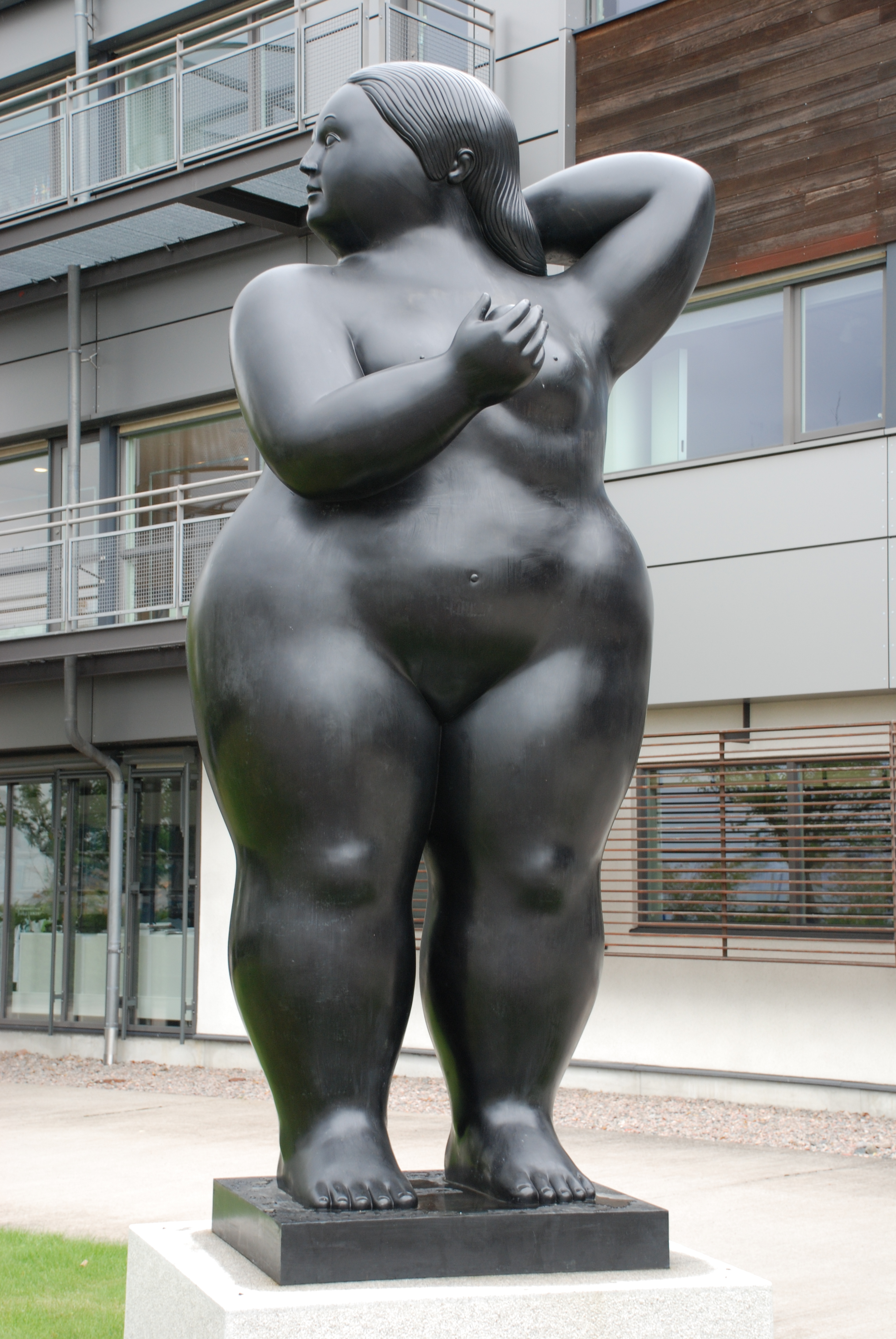
Escultura de Fernando Botero

Fetichismo por gordura ou adipofilia (do latim adeps – "gordura" e do grego φιλία – "amor") é uma forma de atração sexual dirigida a pessoas com sobrepeso ou obesas, devido principalmente ao seu peso e tamanho.
Uma variedade do fetichismo por gordura é o alimentacionismo (do inglês feederism) ou ganho de peso erótico (gaining), no qual a gratificação sexual é obtida a partir do processo de ganhar gordura corporal, ou ajudar outras pessoas a ganhá-la, não necessariamente da gordura em si, embora haja grande sobreposição entre esses grupos. O fetichismo por gordura também incorpora a prática de empanturramento (stuffing) e de acolchoamento (padding), nas quais o foco da excitação está nas sensações e propriedades de um ganho real ou simulado.

## Como subcultura
A comunidade do fetichismo por gordura apresenta sobreposição com os movimentos de positividade corporal e feminismo gordo. A National Association to Advance Fat Acceptance (NAAFA) atuou como uma organização de defesa de pessoas gordas, mas foi parcialmente formada para ajudar homens fetichistas de gordura e outros admiradores de pessoas gordas (FAs) a encontrar mulheres gordas para namorar e manter relações sexuais.
A comunidade é predominantemente heterossexual, focada em mulheres gordas e homens mais magros. Inclui interações presenciais e comunidades na internet. As práticas e subculturas relacionadas incluem pornografia online; ganho de peso intencional e alimentação erótica; hogging, quando homens procuram mulheres gordas para explorá-las sexualmente; e squashing, atração sexual pela ideia de ser esmagado por uma pessoa gorda ou mais de uma.
De acordo com The Routledge Companion to Beauty Politics, "as dinâmicas de poder relacionadas a gênero, raça e classe em muitas dessas subculturas frequentemente refletem, reforçam e até exageram desigualdades raciais, de gênero, de classe e sexuais já existentes". A socióloga Abigail C. Saguy propôs que, ao objetificar o peso das mulheres, reforça-se a importância cultural desse peso para a aparência física, e, portanto, também a desigualdade de gênero.

### Alimentacionismo
Ganhadores (gainers) e alimentados (feedees) são pessoas que apreciam a fantasia ou a realidade de serem alimentadas e/ou ganharem peso. Incentivadores (encouragers) e alimentadores (feeders) tipicamente gostam da fantasia de ajudar outra pessoa a ganhar peso. Esses termos são comuns entre homossexuais masculinos, enquanto homens e mulheres heterossexuais, assim como mulheres lésbicas, frequentemente se identificam como alimentadores e alimentados. Alguns preferem o termo alimentacionismo a feederism, por sugerir uma relação mais igualitária entre quem alimenta e quem é alimentado.
Embora o ganho de peso erótico e a alimentação erótica sejam frequentemente considerados fetiches, muitos dentro dessas comunidades relatam vê-los mais como um estilo de vida, identidade ou orientação sexual.
O alimentacionismo é retratado pela mídia como um tabu ou interesse de nicho. Retratações negativas incluem o filme Feed, de 2005, que é um exemplo de alimentacionismo não consensual. Pesquisas mostram que a esmagadora maioria das relações dessa prática são plenamente consensuais, e que a imobilidade é, na maior parte, mantida apenas como fantasia para os participantes.
A comunidade gay de ganhadores surgiu do movimento Girth & Mirth nos anos 1970. Em 1988, já existiam boletins específicos para ganhadores e, em 1992, foi realizado o primeiro evento do tipo, chamado EncourageCon, em New Hope (Pensilvânia). Em 1996, foi lançado o GainRWeb, o primeiro site dedicado a homens gays interessados em ganho de peso.

## Leitura complementar
- Pardes, Arielle (19 de março de 2015). «The Women Who Get Off by Watching Men Gain Weight – VICE». Vice
- Textor, Alex Robertson (1999). «Organization, Specialization, and Desires in the Big Men's Movement: Preliminary Research in the Study of Subculture-Formation». International Journal of Sexuality and Gender Studies. 4 (3): 217–239. doi:10.1023/A:1023223013536. hdl:2027.42/44662